# Setter nâu đen
Gordon Setter còn được biết đến với tên Setter nâu đen (Black-Tan Setter) là một loài chó săn mồi thuộc giống Setter đã có cách đây hơn 400 năm còn cái tên Gordon Setter đã tồn tại hơn 300 năm. Đây là giống Setter duy nhất phát triển ở Scotland, đây là sản phẩm lai tạo giữa chó đánh hơi (Blood Hound) với Collie của Ngài công tước thứ 4 vùng Gordon thành phố Banffshire thuộc Scotland. Giống chó này đã rất thích nghi với điều kiện môi trường săn bắn và khí hậu nơi đây. Gordon Setter có mặt tại Mĩ từ năm 1842 và được công nhận năm 1892.